# 2518 Rutllant
2518 Rutllant este un asteroid din centura principală, descoperit pe 22 martie 1974 de Carlos Torres.